# Anaconda (canção de Nicki Minaj)
"Anaconda" é uma canção da rapper Nicki Minaj, gravada para o seu terceiro álbum de estúdio The Pinkprint. Foi composta pela intérprete, por Jamal Jones, James Strife, Jonathan Solone-Myvett, Ernest Clark, Marcos Palácios e Anthony Ray, com produção de Polow da Don e Da Internz. O seu lançamento ocorreu a 4 de Agosto de 2014, através da Young Money Entertainment, Cash Money Records e Republic Records, servindo como segundo single do disco.
A canção alcançou a posição número dois sobre a Billboard Hot 100, tornando-se assim a música mais alta de Minaj nos gráficos dos Estados Unidos até à data. Ela passou oito semanas consecutivas no top dez da tabela Hot 100. A canção também atingiu o pico dentro do top dez na Austrália, Canadá, Irlanda, Nova Zelândia e Reino Unido.
Um vídeo que acompanha a canção foi dirigido por Colin Tilley e lançado em 19 de agosto de 2014. Após o lançamento do vídeo, ele quebrou o recorde de visualizações de 24 horas na Vevo, acumulando 19,6 milhões de visualizações em seu primeiro dia de lançamento, sendo superada por Bad Blood de Taylor Swift em maio de 2015. Para promover ainda mais a música, Minaj executou ao vivo no Video Music Awards de 2014, e também executou no Fashion Rocks e no Festival Musical iHeart Radio. Anaconda foi nomeado para Melhor Canção de Rap nos Grammy Awards. A canção também foi nomeado para duas categorias no Video Music Awards de 2015, que foram de Melhor Clipe Feminino e Melhor Clipe de Hip-Hop, vencendo o último.

## Fundo e Composição
Em 5 de agosto de 2014, produtor Polow da Don afirmou que o instrumental de "Anaconda" foi originalmente planejado para a rapper feminina Missy Elliott, mas foi desfeita e, em seguida, re-gravada por Minaj. No entanto, em 24 de agosto de 2014, Elliott revelou aos fãs e seguidores através de sua conta no Twitter que as recordações de Polow eram falsas e, adicionalmente, confirmou que ela nunca recebeu a alegada instrumental. A arte da capa para o single se tornou viral na web após ser revelado. Em várias lojas de música digital, a arte da capa é censurada com o Parental Advisory sobre Minaj. 
A canção fortemente amostras de Baby Got Back, de Sir Mix-a-Lot, que também tem vocais no refrão da canção. Musicalmente, a canção é um hip hop música e pop-rap.

## Vídeo Musical
Um vídeo da música foi filmado em Los Angeles, Califórnia por Colin Tilley e foi lançado em 19 de agosto de 2014. O vídeo apresenta uma aparição pelo também rapper Drake. O vídeo quebrou o recorde de visualizações de 24 horas na Vevo, acumulando 19,6 milhões de pontos de vista em seu primeiro dia de lançamento, batendo o recorde de 19,3 milhões de 24 horas anteriormente detida por Miley Cyrus pelo vídeo de "Wrecking Ball", em setembro de 2013. Em 30 de agosto de 2014, onze dias após o lançamento do vídeo da música, "Anaconda" recebeu um "Vevo Certificado" por receber mais de 100 milhões de visualizações. Em maio de 2015, Taylor Swiftsuperou o recorde de Minaj com o vídeo de seu single "Bad Blood", que atingiu 20,1 milhões de visualizações em 24 horas.
Em uma revisão de vídeo de Minaj, Lucas Villa de AXS escreveu: "É pontas de abundância no clipe de ''Anaconda''.Al Roker chamou o vídeo da música "vil" e "desesperada". Roker disse: "Parece que Minaj ficou desesperada e precisa fazer algo para recuperar a coroa". Molly Lambert escreveu "o vídeo é sobre Nicki afirmar seu poder, não como um objeto sexual, mas um sujeito sexual." Foi nomeado um dos vídeos mais sexy de 2014 pela VH1.

## Performances
Em 24 de agosto de 2014, Minaj realizou pela primeira vez a música ao vivo no Video Music Awards de 2014. O desempenho foi depois Ariana Grande apresentar "Break Free"e foi seguido por uma performance de Jessie J, Grande e Nicki Minaj de "Bang Bang". Em 9 de Setembro de 2014, Minaj cantou a música ao vivo no Fashion Rocks . Em 19 de setembro de 2014, Minaj cantou a música no iHeart Radio Music Festival. Em 9 de Novembro de 2014, Minaj realizou "Anaconda" no Europe Music Awards 2014 em um medley com três canções, incluindo suas outras canções "Super Bass" e "Bed of Lies", com Skylar Grey. "Anaconda" também foi incluída na The Pinkprint Tour como parte do repertório de Minaj, sempre com coreografias sensuais.

## Desempenho nas tabelas musicais
Nos Estados Unidos, a canção estreou como número três na Digital Songs vendendo 141.000 downloads digitais em sua primeira semana. Além disso, como ações, Minaj levou crédito por "Bang Bang", que foi número dois no mesmo gráfico na mesma semana, Minaj tornou-se o primeira de ter duas músicas simultâneas entre as três primeiras posições da tabela desde Taylor Swift que fez isso na lista em 22 de setembro de 2012. Na Billboard Hot 100, a canção estreou no número dezenove, marcando a 51 entrada na Hot 100 da Minaj e, posteriormente, sair de um empate com Michael Jackson para a carreira geral de entradas na Hot 100.
Para a semana que terminou em 6 de setembro de 2014, "Anaconda" saltou de 39-2 na Hot 100, tornando a música com maior salto gráfico naquele gráfico, e marcando seu décimo primeiro top dez único. Ele foi mantido a partir da primeira posição por "Shake It Off" de Taylor Swift, que estreou no topo do gráfico na mesma semana. Seu salto para a posição de vice-campeão foi provocado principalmente pelo lançamento de seu vídeo musical, que arrecadou 32,1 milhões de downloads domésticos em sua primeira semana. Esse total de downloads fez a subir rapidamente, conseqüentemente de 42-1 na Stremiang Songs. É o maior soma de downloads desde "Wrecking Ball" de Miley Cyrus, que recebeu 36,4 milhões de fluxos para a semana que terminou em 28 de setembro de 2013. Além disso, a subida 39-2 para "Anaconda" marca o segundo maior salto já obtido na Hot 100 do top 40. Apenas o The Black Eyed Peas fez um salto maior no gráfico, quando "Boom Boom Pow" explodiu de 39-1 em 18 de abril de 2009. "Anaconda" foi certificada como dupla platina pela Recording Industry Association of America (RIAA) em novembro de 2014 e já vendeu 2 milhões de cópias nós EUA a partir de dezembro de 2014.

### Posições
| Tabela musical (2014)                        | Melhor posição |
| -------------------------------------------- | -------------- |
| Alemanha - Media Control Charts'             | 51             |
| Austrália - ARIA Singles Chart               | 8              |
| Bélgica - Ultratop 50 (Flandres)             | 33             |
| Bélgica - Ultratip (Valónia)                 | 21             |
| Canadá - Canadian Hot 100                    | 3              |
| Dinamarca - Tracklisten                      | 37             |
| Eslováquia - Singles Digitál Top 100         | 40             |
| Espanha - PROMUSICAE                         | 38             |
| Estados Unidos - Billboard Hot 100           | 2              |
| Estados Unidos - Billboard R&B/Hip-Hop Songs | 1              |
| Estados Unidos - Billboard Rap Songs         | 1              |
| Estados Unidos - Billboard Pop Songs         | 21             |
| França - SNEP                                | 56             |
| Países Baixos - MegaCharts                   | 90             |
| Índia - Saavn Weekly Top Songs               | 3              |
| Itália - FIMI                                | 91             |
| Chéquia - Singles Digitál Top 100            | 58             |
| Suécia - Sverigetopplistan                   | 37             |
| Suíça - Schweizer Hitparade                  | 55             |

## Polêmicas

### Capa
Antes de lançar o single, Nicki Minaj já chamou atenção por sua capa. Isso porque, na imagem, aparece Nicki de costa usando um biquíni fio-dental, realçando suas partes traseiras.  A arte da capa para o single se tornou viral na web após ser revelado. Em várias lojas de música digital, a arte da capa é censurada com o Parental Advisory sobre Minaj.

### Videoclipe
Estreado em 19 de agosto de 2014, o videoclipe de Anaconda chamou grande atenção. Nicki Minaj aparece seminua várias vezes, fazendo twerk e lap dance, jogando chantili nos seios e até dançando em cima de Drake. O videoclipe foi visto por 19,6 milhões em seu primeiro dia. Muitos críticos desaprovaram a imagem sensual de Nicki Minaj, sendo eles Al Roker que chamou o vídeo da música de "vil" e "desesperada" e Roker  que disse: "Parece que Minaj ficou desesperada e precisa fazer algo para recuperar a coroa". Muitos países proibiram o vídeo de passar em seus canais de TV. Na Internet, o vídeo de "Anaconda" dividiu opiniões, já que muitos adoraram a música, mas outros condenaram o vídeo. Isso fez com que "Anaconda" dividisse opiniões sobre o que realmente os fans realmente estariam achando da mesma. Já que no YouTube, o vídeo já ultrapassar os 5.9 milhão de "gostei", contra 1.7 milhões de "não gostei".

### Performances
Grande parte da letra da canção e das coreografias foram censuradas em diversas performances. No Video Music Awards de 2014, Nicki apresentou "Anaconda" e teve que trocar a roupa, no escuro e em cerca de dois minutos, para performar Bang Bang, com Jessie J e Ariana Grande. Mas, ela não teve tempo e Nicki Minaj teve que segurar o vestido, por toda a apresentação. Esse incidente foi comentado em My Time Again e pode ser considerado um dos mais vistos Wardrobe Malfunction da história.